# 桃樂絲·費洛比
桃樂絲·費洛比（Dorothy Celeste Boulding Ferebee，1898年10月10日—1980年9月14日）是非裔的美國內科醫師及行动主义者。

## 生平

### 早年
桃樂絲出生在維吉尼亞州諾福克的Benjamin and Florence Boulding，後來她的母親生病，費洛比搬到波士頓和親人一起住。費洛比曾就讀波士頓的西蒙斯学院及塔夫茨大學醫學院。

### 事業
東南區診療所（Southeast Neighborhood House）附屬於只為白人服務的友誼家庭醫學中心（Friendship House medical center），目的在提供華盛頓特區的美國黑人醫療及其他社區服務，在此中心的成立過程中，桃樂絲扮演了重要的角色。桃樂絲也是密西西比健康計劃的第一個醫療主任，密西西比健康計劃是一個七年的計劃，幫助了許多住在密西西比，沒機會接受專業醫療的非裔人士。
桃樂絲在1939年到1941年擔任婦女聯誼會第十屆的國際主席，後來在1949年到1943年擔任由瑪麗·麥克勞德·白求恩創辦的黑人妇女全国理事会的第二屆主席，在1949年到1968年擔任哈佛大學醫學院的主任，在1969年到1972年擔任美國女童軍的第四任副主席。
桃樂絲在1969年成為第一個西蒙斯学院校友成就獎的得主，每年也有許多以她為名的獎學金。

### 個人生活
桃樂絲在1930年和牙醫克勞德·瑟斯頓·費洛比（Claude Thurston Ferebee）結婚，他也是哈佛大學牙醫系的教授。他們生了一對胞胎，是小桃樂絲和小克勞德。克勞德·瑟斯頓·費洛比在1980年9月14日在華盛頓特區過世。